# Lloyd's Register Stoomwezen
Het Lloyd's Register Stoomwezen is een voortzetting van het geprivatiseerde Stoomwezen, nadat in 1994 Stoomwezen BV was overgenomen. Het maakte deel uit van Lloyd's Register Nederland B.V., een dochter van het Britse Lloyd's Register. Nu LRQA genoemd.

## Dienst voor het Stoomwezen
De Dienst voor het Stoomwezen werd in 1855 opgericht. Het was in het Stoombesluit aangesteld als uitvoerende instantie van de Stoomwet. Tot de privatisering was het Stoomwezen onderdeel van het Directoraat-generaal van de Arbeid. Het Stoomwezen had inspecteurs in dienst die periodieke keuringen uitvoerden aan ketels en machines. Het instituut was onderverdeeld in aanvankelijk zes districten verspreid over het land, een aantal dat naderhand werd verkleind tot drie. De grenzen van de verschillende districten wijzigden in de loop der tijd ook. De inspecteurs rapporteerden in de negentiende eeuw ook over de erbarmelijke arbeidsomstandigheden waaronder de fabrieksarbeiders vaak werkten.

## Privatisering
In 1994, na een proces van twaalf jaar, privatiseerde het Stoomwezen. 
Lloyd's Register Stoomwezen hield zich bezig met het opstellen van regels voor de controle van de veiligheid van drukapparatuur. Traditioneel waren dat vooral stoomketels, maar later kwamen er ook andere zaken bij, zoals gastanks. Het was een aangewezen keuringsinstantie (AKI), tegenwoordig NL CBI genoemd, voor de (periodieke) controle van drukapparatuur (de zogenaamde gebruiksfase). Sinds 14 november 2021 houdt het van Lloyd's Register afgesplitste LRQA, net zoals andere NL CBI’s zoals Applus, Bureau Veritas of TÜV, zich bezig met het opstellen van regels voor de controle van de veiligheid van drukapparatuur.
De wetgeving hieromtrent vloeit voort uit de uitvoering van de Richtlijn Drukapparatuur (richtlijn nr.97/23/EG van het Europees Parlement en de Raad van de Europese Unie) van 29 mei 1997. Deze richtlijn verving de Stoomwet.